# Derežani
Derežani su naseljeno mjesto u Republici Hrvatskoj u Zagrebačkoj županiji. Nalaze se u sastavu grada Ivanić-Grada. Naselje Derežani graniči s naseljem Caginec, s naseljem Deanovec, i s naseljem Graberje Ivanićko. Naselje se proteže na površini od 2,2 km². Naselje se nekada protezalo na gotovo dvostruko većoj površini nego danas. U Derežanima se nalazi lovački dom Prepelica. Kroz naselje prolazi pruga koja vodi do postrojenja Ina-e. Prema popisu stanovništva iz 2011. godine u naselju Derežani živi 379 stanovnika koji žive u 128 kućanstava, te s obzirom na veličinu, ubraja se među gušće naseljena područja. Gustoća naseljenosti iznosi 205,74 st./km².

## Stanovništvo
| broj stanovnika | 151   | 138   | 134   | 129   | 142   | 158   | 131   | 140   | 160   | 155   | 185   | 151   | 141   | 173   | 245   | 246   | 214   |
|                 | 1857. | 1869. | 1880. | 1890. | 1900. | 1910. | 1921. | 1931. | 1948. | 1953. | 1961. | 1971. | 1981. | 1991. | 2001. | 2011. | 2021. |